# Javier Torres Gómez
Javier Torres Gómez, conocido como Torres Gómez (Madrid, Comunidad de Madrid, España, 9 de enero de 1970), es un exfutbolista español. Jugaba de lateral derecho. Se formó en la cantera del Getafe CF, y Real Madrid, pero toda su carrera profesional transcurrió en el Real Valladolid C. F., equipo con el que debutó en Primera y en el que se retiró, tras 12 años en la primera plantilla del equipo pucelano y 303 partidos en Primera.
Es el cuarto jugador con más partidos oficiales disputados en la historia del Real Valladolid con un total de 354 partidos (noviembre de 2022).
Después de estar en el puesto de coordinador de la cantera del Real Valladolid, ser el segundo entrenador del Real Valladolid  y hacer funciones de scouting a los rivales, desde la temporada 2011/12 hasta la 2012/13 fue el entrenador del Real Valladolid Club de Fútbol "B" en Tercera División. 
En la temporada 2014/15 entrenó al Villarreal Club de Fútbol "C", dejándolo en la 4.ª posición de su grupo de Tercera División. 
En la temporada 2015/16 entrena al Real Club Celta de Vigo "B" en Segunda División B.

## Clubes

### Como jugador
| Club                  | País          | Año           | PJ  | G  |
| --------------------- | ------------- | ------------- | --- | -- |
| Getafe C. F.          | España        | 1986-1987     |     |    |
| Castilla C. F.        | España        | 1987-1993     | 117 | 9  |
| Real Valladolid C. F. | España        | 1993-2005     | 354 | 3  |
| Total carrera         | Total carrera | Total carrera | 471 | 12 |

### Como entrenador
| Club                      | País   | Año       | P   | PG | PE | PP | Puntos % |
| ------------------------- | ------ | --------- | --- | -- | -- | -- | -------- |
| Real Valladolid C. F. "B" | España | 2011-2013 | 78  | 48 | 15 | 15 | 67.95    |
| Villarreal C.F. "C"       | España | 2014-2015 | 40  | 17 | 11 | 12 | 51.67    |
| R. C. Celta de Vigo "B"   | España | 2015-2016 | 38  | 14 | 8  | 16 | 43.86    |
| Total                     | Total  | Total     | 156 | 79 | 34 | 43 | 57.9     |